# Gorgo (Burkina Faso)
Pour les articles homonymes, voir Gorgo.
Gorgo est une localité située dans le département de Koupéla de la province du Kouritenga dans la région Centre-Est au Burkina Faso. 

## Éducation et santé
Le village possède deux écoles publiques primaires.